# Capra aegagrus creticus
El kri-kri (Capra aegagrus creticus) es una subespecie de cabra salvaje endémica de la isla griega de Creta y de otros islotes cercanos.
Habita en las regiones montañosas de la isla,quedando solo 2.000 ejemplares en su hábitat natural, mientras que aproximadamente solo hay 102 ejemplares en cautiverio,los machos de la especie pesan aproximadamente de 26 a 42 kg. y sus cuernos miden 12,6 cm, el pelaje de esta especie es muy colorido, otro animal que podría ser su depredador es el gato montés de Creta.